# Democracia participativa
La democracia participativa es una forma de democracia en la que los ciudadanos tienen mayor participación en la toma de las decisiones políticas que la que les otorga tradicionalmente la democracia representativa. La democracia participativa permite una participación ciudadana mayor que en democracia representativa pero menor que en la llamada democracia directa y equivalente en muchos de sus mecanismos a la democracia semidirecta. 
Sus antecedentes ideológicos hacen «una distinción entre el individualismo –al estilo de Rousseau– y la dignidad de la persona humana. Como individuo, el ser humano no es más que un fragmento de la sociedad, pero como persona investida de su dignidad y derechos, es depositario de los intereses y aspiraciones de la sociedad en pleno.» Este concepto lo desarrolló ampliamente Jacques Maritain en dos de sus obras: Humanismo integral y El Hombre y el Estado. Además, el premio nobel de economía Arthur Lewis señaló que todos aquellos afectados por una decisión deben tener la oportunidad de participar en el proceso de tomar esa decisión, ya sea en forma directa o mediante representantes electos.
Su mecanismo puede definirse con mayor precisión como un modelo político que facilita a la ciudadanía su capacidad de asociarse y organizarse de tal modo que puedan ejercer una influencia directa en las decisiones públicas. En la actualidad se manifiesta usualmente por medio de una diversidad de procedimientos, como presupuestos participativos, consejos vecinales, consejos comunales o consultas populares.
En una etapa más avanzada, el proyecto fundamental de la democracia participativa es la creación de un mecanismo de deliberaciones mediante el cual el pueblo, con su propia participación, esté habilitado para manifestarse por igual con puntos de vista tanto mayoritarios como minoritarios. Sin negar que todo sistema democrático finalmente ha de descansar en decisiones mayoritarias, los mecanismos o instituciones de participación tienen el propósito de hacer hincapié en el pleno respeto a las minorías, sus opiniones y su amplia manifestación a través de un mecanismo participativo e institucionalizado.

## Participación
La participación que se desarrolla por diversos medios en muchas democracias modernas está comenzando a consolidarse dentro del ámbito de la democracia representativa como una nueva manera de hacer las cosas. La participación no ha de limitarse, sin embargo, a que las autoridades locales y otros organismos públicos informen a la población de sus actividades y decisiones o inviten a los ciudadanos a presenciar sus debates, sino que implica escuchar a la población en la formulación de sus propios problemas y en la búsqueda de oportunidades y mejoras. Además, es indispensable proporcionarles los medios para encauzar una acción política, social o económica y participar en las decisiones públicas con propósitos de cambio.
Algunas formas de participación serían las siguientes:
- Participación en la toma de decisiones: Mediante procesos de selección de quienes integrarán los órganos de gobierno -a través del sufragio universal- o mediante espacios institucionalmente abiertos para consultas sobre los contenidos de las políticas y programas de gobierno.
- Participación en la ejecución de decisiones: Mediante la desconcentración y descentralización de la gestión política, que permitan una participación más activa de los ciudadanos y refuercen las capacidades de organización de la sociedad civil (principio de subsidiariedad).
- Participación en el control de la ejecución: Mediante modalidades y mecanismos que permitan verificar el desarrollo del proceso, para apoyarlo, corregirlo, mejorarlo o rechazarlo.
- Participación en los aportes: Mediante la evaluación de la totalidad del esfuerzo social -en moneda, trabajo y/o ideas- para abrir perspectivas de solidaridad tanto en función de las capacidades de los actores como de sus necesidades.
- Participación en los beneficios: Mediante la utilización de los beneficios del esfuerzo social por el Estado como eficiente regulador del ámbito económico y la justicia social. Le permite al pueblo aportar su perspectiva para el desarrollo integral de su comunidad ya que es en el pueblo donde reside la soberanía y todos los representantes deben abocarse a la satisfacción de las necesidades del mismo pueblo que los eligió.
- Participación en la esfera pública: Mediante la regulación de un marco legal favorable para el tercer sector de medios de comunicación. Radios y televisiones comunitarias sin ánimo de lucro que son gestionadas por las minorías o por las propias comunidades a las que dan cobertura. Democratiza el sistema de medios de comunicación y ponen las tecnologías disponibles para la comunicación de masas al servicio del pueblo soberano.

## Mecanismo e iniciativas
La participación potencia a los ciudadanos para tomar decisiones desde la base popular a nivel comunitario y municipal, pero debe dejar los manejos administrativos en manos de funcionarios públicos electos para desempeñar esa función. La participación popular permite la supervisión comunitaria de estos funcionarios y establece procesos derogatorios aplicables a quienes incumplan los mandatos que su elección implique. A nivel provincial, regional o nacional, la participación directa es posible mediante el recurso a referéndum o plebiscito, que requiere un mecanismo representativo intermediario que canalice las iniciativas de base, o mediante el uso del sorteo.
Las iniciativas de democracia participativa no se orientan a organizar una democracia directa sino a promover al grado más alto y amplio posible la participación en un bien articulado entorno institucional. Las soluciones de cada grupo humano sobre el mecanismo que permita canalizar las iniciativas populares puede ser tan diverso como los intereses y la idiosincrasia de cada pueblo.

## Características favorables
Los principales efectos positivos que tendría este sistema político si se pusiera en práctica según sus defensores son:
- Aprovecha las experiencias y la capacidad de todos: La sociedad funciona mediante una red que interrelaciona al gobierno, las diversas comunidades, los grupos de intereses, los sectores y las instituciones. Además, los ciudadanos tienen un conocimiento mucho más íntimo a nivel local de las necesidades de la población que ningún grupo de políticos desde un gobierno altamente centralizado.

- Promueve la legitimidad. Las instituciones, los organismos sectoriales, las empresas y los gobiernos acabarán por apreciar que tienen mucho que ganar en confianza, apoyo y colaboración de parte de los ciudadanos si los incluyen de alguna forma en sus decisiones. Los propios ciudadanos tienen una mayor facilidad de promover iniciativas destinadas a hacer más eficaz el medio en que se desenvuelven.

- Desarrolla nuevas capacidades. La participación desarrolla la capacidad de las personas de trabajar en colaboración con los demás, de identificar prioridades y de lograr que las cosas se hagan y los proyectos se realicen. La actividad participativa los convierte así en mejores ciudadanos (as).

- Mejora la convivencia y calidad de vida. Estudios realizados por economistas, sociólogos y psicólogos han demostrado que las personas que participan en la toma de decisiones son más felices que los que se limitan a aceptar o aplicar las decisiones de otros, debido a que se sienten responsables del mejoramiento de su calidad de vida. Además, la participación brinda al ciudadano una oportunidad de mayor eficacia en la colaboración.[5]

## Ejemplo de aplicación en México
El primer ejercicio de democracia participativa en México fue el diseño de la Política Estatal Anticorrupción de Chihuahua, en el cual se invitaron mediante envío postal a 10 000 personas de la entidad a participar, seleccionando a cuarenta de ellas mediante un software informático llamado StratApp, desarrollado por Sortition Foundation. El resultado final fue una propuesta de Política Pública en la cual los intereses de los ciudadanos, asistidos por expertos, fue escuchada y deliberada por ellos mismos. Esta primera iniciativa en México fue impulsada por Félix Romo Gasson y René Moreno Medina, titular de la Secretaría Ejecutiva del Sistema Anticorrupción de Chihuahua y miembro del Comité Estatal de Participación Ciudadana, respectivamente.